# Народное движение 2006 года
Джана Андолан 2006 — демократическое движение в Непале в 2006 (Движение за демократию — непальск. लोकतन्त्र आन्दोलन, Loktantra Andolan) против короля Гьянендры. Название Джана Андолан 2006 или Джана Андолан II, буквально означающее «Народное движение», возникло в связи с движением Джана Андолан Всеобщей Федерации Профсоюзов Непала в 1990 году.

## Предпосылки
1 февраля 2005 король Гьянендра забрал всю власть в свои руки, проведя антидемократические преобразования. Король обвинил политиков в неспособности решения проблем маоистов из Коммунистической партии Непала (маоистской), отчего Непал не может найти выхода из многолетней гражданской войны. Ряд политических лидеров были смещены, многие вынуждены были бежать в Индию. Семь партий организовали альянс (SPA) против короля.
В декабре SPA подписало соглашение с маоистами из 12 пунктов, при этом маоисты согласились на систему многопартийной демократии, а SPA приняли требования маоистов, связанные с выборами в Учредительное собрание (Конституционную Ассамблею).
В начале 2006 года ситуация обострилась, SPA повело активную пропаганду по всей стране. В муниципальных выборах 8 февраля, бойкотированных маоистами и SPA, участвовало только 21 % избирателей.

## Всеобщая забастовка в апреле
SPA призвало население к четырёхдневной забастовке 5-9 апреля, при этом маоистов попросили прекратить огонь на это время в долине Катманду. Забастовка привела к массовому протесту, правительство объявило 8 апреля о введении комендантского часа и о том, что по протестующим будут стрелять, но несмотря на это продолжались неорганизованные протесты населения, хотя иногда открывалась стрельба.
9 апреля SPA объявило о необходимости продолжить протесты и бойкотировать выплату налогов. Председатель маоистов Прачанда заявил, что это не протест оппозиционных партий, а всенародное движение, и предупредил, что готов встать во главе народной революции в столице.
В последующие дни демонстрации протеста значительно усилились, в Катманду собирались уже толпы по 100—200 тысяч человек, более 10 % населения вышло на демонстрации. 21 апреля, по утверждению оппозиции, в демонстрациях протеста в Катманду принимало участие полмиллиона человек, по оценкам консерваторов речь идёт о численности 300 000.
Вечером того же дня король Гьянендра объявил, что он вернёт политическую власть народу и созовёт выборы как можно скорее. Он призвал SPA в своей речи по телевизору назначить нового премьер-министра. Пост премьер-министра оставался вакантным с 1 февраля 2005 года, когда Шер Бахадур Деуба был отозван королём, а парламент распущен.
22 апреля руководители SPA выработали три требования к королю:
1. восстановление старого парламента;
2. формирование правительства с участием всех партий;
3. выборы в Конституционную Ассамблею для выдвижения проекта Конституции[4][5].

## Восстановление парламента
В телевизионном обращении к нации 24 апреля 2006 года король Гьянендра объявил о восстановлении распущенного ранее Палаты представителей Непала.. В своём обращении монарх призвал Альянс семи партий (SPA) принять на себя ответственность за руководство страной на пути к национальному единству и процветанию, подчеркнув важность обеспечения стабильного мира и сохранения принципов многопартийной демократии.
Король призвал Альянс семи партий (SPA) взять на себя ответственность за направление нации по пути национального единства и процветания, обеспечивая при этом постоянный мир и защиту многопартийной демократии.
Восстановление парламента было принято SPA. Альянс объявил, что Гириджа Прасад Койрала возглавит новое правительство. SPA заявила, что новый парламент проведёт выборы в орган, который разработает новую конституцию..
Этот шаг был отвергнут маоистами. Лидер маоистов Бабурам Бхаттараи заявил, что простое восстановление парламента не решит проблем и что повстанцы намерены продолжать борьбу против правительственных сил.. Они по-прежнему требовали создания Учредительного собрания и упразднения монархии.
Однако, 28 апреля маоистские  повстанцы в ответ на требования Гириджи Прасада Койралы объявили о одностороннем трёхмесячном перемирии в гражданской войне в Непале. Кроме того, 1 мая Бхаттараи заявил, что, если «выборы в Учредительное собрание будут свободными и справедливыми, придётся уважать результаты выборов. Тогда, конечно, мы будем следовать воле народа».. Это было воспринято как значительный шаг вперёд, поскольку это были первые признаки принятия маоистами демократического процесса.
2 мая Койрала объявил о новом правительственном кабинете, в который вошли он сам и три других министра от Непальского конгресса: К.П. Шарма Оли от КПН (ОМЛ), Гопал Ман Шреста от Непальского конгресса (Демократического) и Прабху Нараян Чаудхари от Объединённого левого фронта.. За этим последовал арест четырёх министров из свергнутого роялистского правительства 12 мая и расследование предполагаемых нарушений прав человека армией во время всеобщей забастовки..

### Акт 18 мая
Самым значительным шагом правительства после революции стало принятие закона 18 мая 2006 года, когда парламент единогласно проголосовал за лишение короля большей части его полномочий. Закон включал следующие положения:
- передачу 90 000 военнослужащих под контроль парламента;
- введение налога на королевскую семью и её активы;
- упразднение Радж Паришада — королевского консультативного совета;
- удаление упоминаний о короле в названиях армии и государственных учреждений;
- провозглашение Непала светским государством вместо индуистского королевства;
- отмену национального гимна до создания нового;
- лишение короля статуса верховного главнокомандующего армией.

Этот закон отменил действие Конституции 1990 года, принятой после революции 1990 года, и был назван «непальской Великой хартией вольностей». Премьер-министр Койрала заявил: «Это провозглашение отражает чаяния всего народа».
Некоторые политики и общественные деятели предложили отмечать 18 мая как День демократии (Локтантрик Дэй)..
Несмотря на принятие конституции, она изначально рассматривалась как временная мера. Упразднение монархии произошло 29 мая 2008 года, когда Учредительное собрание Непала утвердил новую конституцию, провозгласившую страну федеративной парламентской республикой.